# انتخابات الرئاسة الغواتيمالية 1950
انتخابات الرئاسة الغواتيمالية 1950 هي الانتخابات الرئاسية التي جرت في 1950، في غواتيمالا، فاز بالانتخابات جاكوبو أربينز.